# Certi sogni si fanno attraverso un filo d'odio
Certi sogni si fanno attraverso un filo d'odio è il primo album in studio della cantautrice italiana Romina Falconi, pubblicato il 6 novembre 2015 da Freak & Chic e Artist First, in formato CD e download digitale. 

## Descrizione
La produzione del disco è stata curata da Filippo Fornaciari, collaboratore di lunga data della Falconi, e Stefano Maggiore, presso il Manchine Studio di Milano e il Keen Studio di Bologna. Certi sogni si fanno attraverso un filo d'odio costituisce l'album d'esordio della Falconi in sette anni di carriera. Durante un'intervista la cantautrice ha affermato, «Ho aspettato tanto prima di uscire con il mio primo album, sette anni per la precisione, nel mio personale Tibet. Volevo essere me stessa, mi sono cucita addosso ogni canzone».
Il titolo dell'album è un omaggio alla regista Lina Wertmüller. La Falconi ha collaborato con diversi musicisti, tra cui Immanuel Casto, Guido Carboniello e Nicola Di Già del Banco del Mutuo Soccorso per la composizione di alcun brani.
Al momento della sua pubblicazione, l'album ha ricevuto un riscontro positivo da parte della critica specializzata e ha debuttato alla posizione numero 38 della classifica FIMI. L'album è stato presentato in anteprima durante il Lucca Comics & Games del 2015 ed è stato anticipato dal singolo Anima.

## Tracce
1. Mantide – 3:59 (Romina Falconi, Stefano Maggiore, Bruno Agostino Scantamburlo)
2. Anima – 3:58 (Falconi, Maggiore)
3. Il mio prossimo amore – 3:46 (Falconi, Guido Carboniello)
4. Stupida pazza – 3:44 (Falconi, Filippo Fornaciari, Bochi)
5. Viva lei – 3:48 (Falconi, Fornaciari)
6. Maniaca – 4:13 (Falconi, Carboniello)
7. Eyeliner (feat. Immanuel Casto) – 2:54 (Falconi, Fornaciari)
8. Circe – 4:10 (Falconi, Fornaciari)
9. Mi trovi qui – 3:28 (Falconi, Fornaciari)
10. Lista nera – 4:34 (Falconi, Maggiore)
11. Sotto il cielo di Roma – 4:34 (Falconi, Fornaciari)
12. Mister No – 4:15 (Falconi, Fornaciari, Maggiore)
13. Se perdo un amico – 4:21 (Falconi, Maggiore)
14. Hai vinto tu – 3:20 (Falconi, Fornaciari)
15. Playboy – 3:18 (Falconi, Fornaciari)
16. Il segreto – 4:28 (Falconi, Fornaciari)
17. Certi sogni si fanno – 4:24 (Falconi, Fornaciari)
18. Attraverso – 4:03 (Falconi, Fornaciari)
19. Un filo d'odio – 7:01 (Falconi, Fornaciari, Nicola Di Già) – include la traccia fantasma La tempesta perfetta

## Classifiche
| Classifica (2015) | Posizione massima |
| ----------------- | ----------------- |
| Italia            | 38                |